# 日本經濟
日本经济是高度发达的社会市场经济，日本的经济模式通常被称为东亚模式。按名义GDP计算，它是世界第四大经济体，仅次于美国、中国和德国，按购买力平价计算，日本也是第四大经济体。
根据国际货币基金组织在2023年发表的数据，日本的人均国内生产总值为52120美元（购买力平价）。由於汇率波动，以美元计算的日本国内生产总值波动幅度很大。日本经济由日本银行发布的的商业信心季度调查报告进行预测。日经225指数是由日本交易所集團发布的蓝筹股月度报告，日本交易所集團是世界第五大股票交易所。2018年，日本是世界第四大进口国和第四大出口国。它拥有世界第二大外汇储备，总值为1.4万亿美元。日本在全球竞争力报告中排名第五，在经济复杂性指数中排名第一。日本也是世界第四大消费市场。
日本是世界第二大汽车制造国。日本经常被列为世界上最具创新力的国家之一，在多項專利申請指標上處於領先地位。因面对来自中国和韩国日益激烈的竞争，日本制造业目前主要集中在高科技和精密产品上，如集成电路、混合动力汽车和机器人。除了关东地区外，关西地区是日本主要的工业聚落和制造业中心之一。日本是世界上最大的债权国。日本通常每年会出现贸易顺差及总值很大的净国际投资顺差。日本擁有全球第三大金融資產，價值12兆美元，2020年占全球GDP总额的8.6%。截至2022年，财富全球500强公司中有47家总部设在日本。
日本曾是第二大资产和财富国，仅次于美国，直到被中国超越。日本也曾为仅次于美国的以名义GDP计算的第二大经济体。2010年，日本被中国超越。
1991年因日本泡沫經濟导致了一段时期的经济停滞，被称为“失去的十年”，有时也被称为“失去的20年”或更久。1985年的“广场协议”被认为是日本泡沫经济和出现“失去的十年”的主要原因之一。从1995年到2007年，日本的名义GDP从5.33万亿美元下降到5.04万亿美元。 从2000年代初开始，日本银行开始通过一项新的量化宽松政策鼓励经济增长。日本在应对国家危机时债务水平继续上升，例如2008年的大衰退、2011年3月的大东日本地震和海啸以及随后的福岛核灾难，以及2020年1月和2021年9月底的COVID-19大流行。
截至2021年，日本的公共债务水平显著的高于所有其他发达国家，约为GDP的260%。其中45%的债务由日本银行持有。日本经济面临着人口老龄化及人口下降的巨大挑战，日本人口在2010年达到1.28亿的峰值，到了2022年已下降到1.255亿。预测显示日本人口将继续下降，到21世纪中叶可能会降至1亿以下。

## 歷史
江戶時代，日本实行鎖國政策，只与清朝、朝鲜和荷兰进行些规模较小的贸易。黑船来航事件后，日本被迫打开国门。明治維新时期，日本政府開始推行富國強兵、殖產興業政策，启动土地改革，引入新式技术，以轻工业为中心实现国家工業化。甲午战争和日俄战争后，由于多次的对外扩张政策等，外债持续发行，日本的对外债务开始膨胀。1905年到1914年的时期经济大萧条，明治维新以来的经济体制陷入崩溃的危机。由于第一次世界大战在欧洲的军需高涨，日本的经济得到提振，重工業在日本經濟中的位置也因此大幅提升，當時日本開始出現自江戶時代計起的首次貿易順差，这一时期被称为大战景气。
第一次世界大戰結束后，歐洲軍需驟冷，使依赖外国市场的日本经济陷入低潮。1923年的關東大地震等也导致銀行信用不佳，1927年发生了昭和金融恐慌。1929年，發生了，世界經濟混亂，連帶日本經濟也深受牽連。1930年，由于解除黃金出口禁令與全球性的大蕭條一连串影响，经济衰退恶化，被称为昭和恐慌。在全世界的经济不景氣中，蘇聯開始實行五年計劃，日本政府官僚受此影响，也主张統制經濟，加强国家在经济中的角色。第二次世界大戰開始时，日本經濟完全成為國家統制經濟，自由主義經濟制度崩溃。

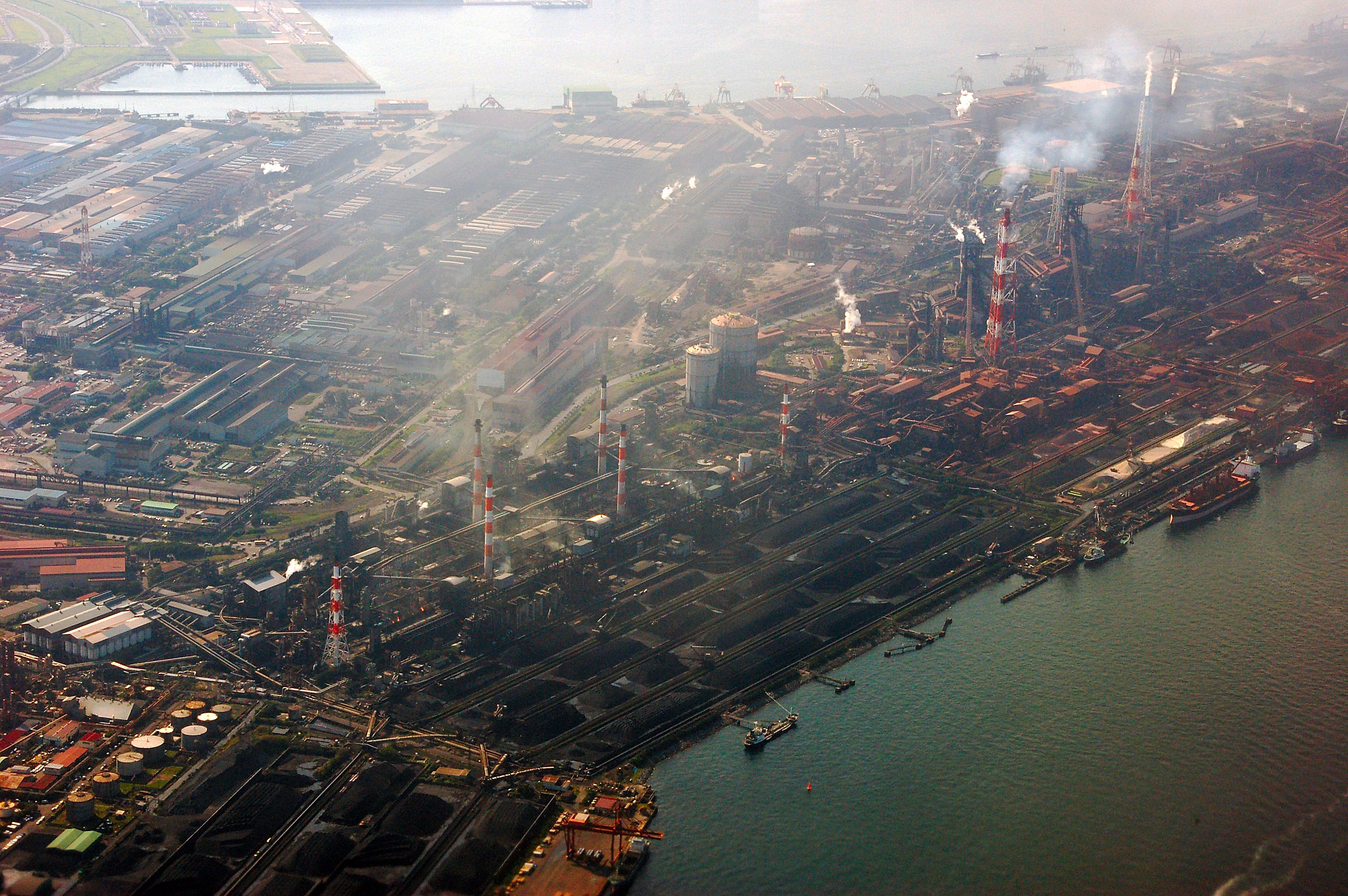
新日本製鐵的千葉縣煉鋼廠，日本二戰後藉韓戰之機大幅復興重工業基礎建設

第二次世界大战使日本经济受到了毁灭性的打击，二战结束后，日本陷入超级通货膨胀的战后混乱期。同盟国军事占领日本时期，驻日盟军总司令部执行农地改革、财阀解体、劳动三法等经济民主化政策。1950年，朝鮮戰爭爆发，大量军需需求为日本经济带来了“特需景气”，1951年，日本的国民生产总值恢复到战前水平。
得益于以出口获得的外汇为基础的设备投资带来的生产增长，以及战后重建的基础设施开始得到完善，日本经济进入高度经济成長期，产业重心从农业和轻工业转向钢铁、造船、化学等重化学工业。1955年開始的神武景氣，为日本战后第一次经济发展高潮。在政府采取的紧缩政策转向缓和后，日本经济从锅底萧条中走出，形成了第二次发展高潮岩戶景氣。1960年，日本首相池田勇人推出国民所得倍增计划，旨在改善国民生活的同时以消费推动经济增长。为举办1964年东京奥运会，日本掀起交通及基础建设投资热潮，被称为奥林匹克景气。奥运会结束后，基建需求大减，加上金融紧缩，经济迅速缩小，很多大型证券公司陷入赤字，危机最后由政府發行戰後第一次建設國債而结束，日本经济进入战后最长的繁荣局面，形成了第三次发展高潮伊弉諾景氣。1968年，日本经济总量超过联邦德国，成为世界第二大经济体。随着布雷顿森林协定瓦解，日本从1973年2月开始从固定汇率制转向了浮动汇率制。 由于汇率变更导致的损失，出口产业受到沉重打击，加上“列岛改造热潮”以及第一次石油危機引发的物价飞涨，1974年日本經濟增長率锐减，迎来了高度经济成長的终结。
20世纪70年代以后，日本主要出口商品从钢铁转移到汽车和家电等消费品，出口成为支撑日本经济增长的重要因素，但也引起了与各国、特别是美国的贸易摩擦。1985年，五国达成改变美元高汇率、高利率的“广场协议”，使得日圆大幅升值，引發日圆升值萧条。日本政府為了解救因為日元升值而受到打擊的出口產業，从20世纪80年代后半期开始以内需为主导，采取低利率政策等扩大经济景气的政策，在过度扩张的货币政策下，大量过剩资金通过各种渠道流入股票市场和房地产市场，造成房地产、股票价格大幅上升，被称为泡沫景气。1989年，日本各项经济指标达到了空前的高峰，为防止经济过热，日本政府接连推出对不动产融资的限制措施，日本银行也采取提高利率、收紧贷款政策减少货币供应。1991年，日本泡沫经济破灭，資産價格急劇下跌，日本经济开始陷入漫长的低迷期。

1985年9月22日廣場協議簽署後，逼使日圓對美元匯率持续升值，圖為美元對日圓匯率歷史。

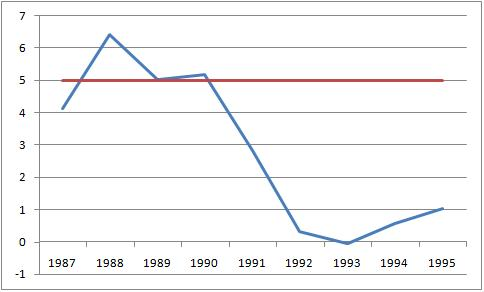
日圓升值後，日本GDP總量只出現短暫上升繁榮，之後便崩潰下滑。

2000年代，在经历“失落的十年”后，日本经济曾有一波短暂复苏，被称为“伊邪那美景气”，但在2008年世界金融危机影响下再次遭到沉重打击，经济总量于2010年被中国超越，退居世界第三位。2012年，日本首相安倍晋三上任，推行以“大胆的货币政策”、“灵活的财政政策”和“促进投资的增长战略”为支柱的“安倍经济学”，试图复苏持续低迷的日本经济，力争实现“一亿总活跃社会”目标。日本银行于2016年实施负利率政策，试图通过鼓励借贷和支出来对抗长期通货紧缩。但由于少子化和人口老龄化的影响，日本内需长期不振的情况仍未得到扭转。

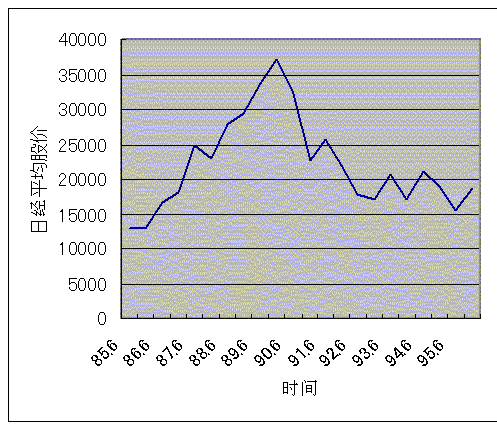
1990年代，經濟泡沫破裂後，日本股市上市公司市值快速下滑

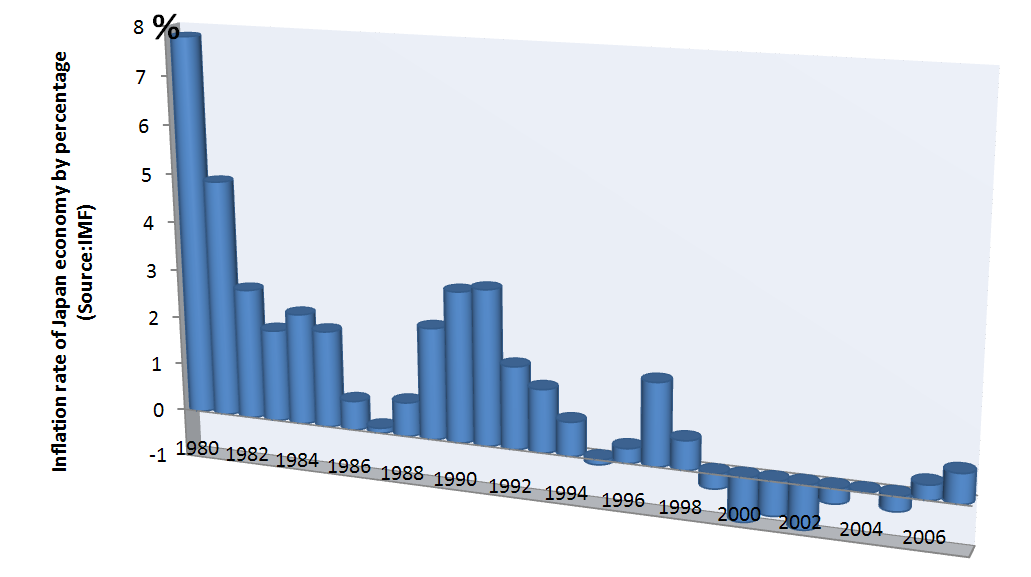
經濟泡沫破裂後出現長期通縮

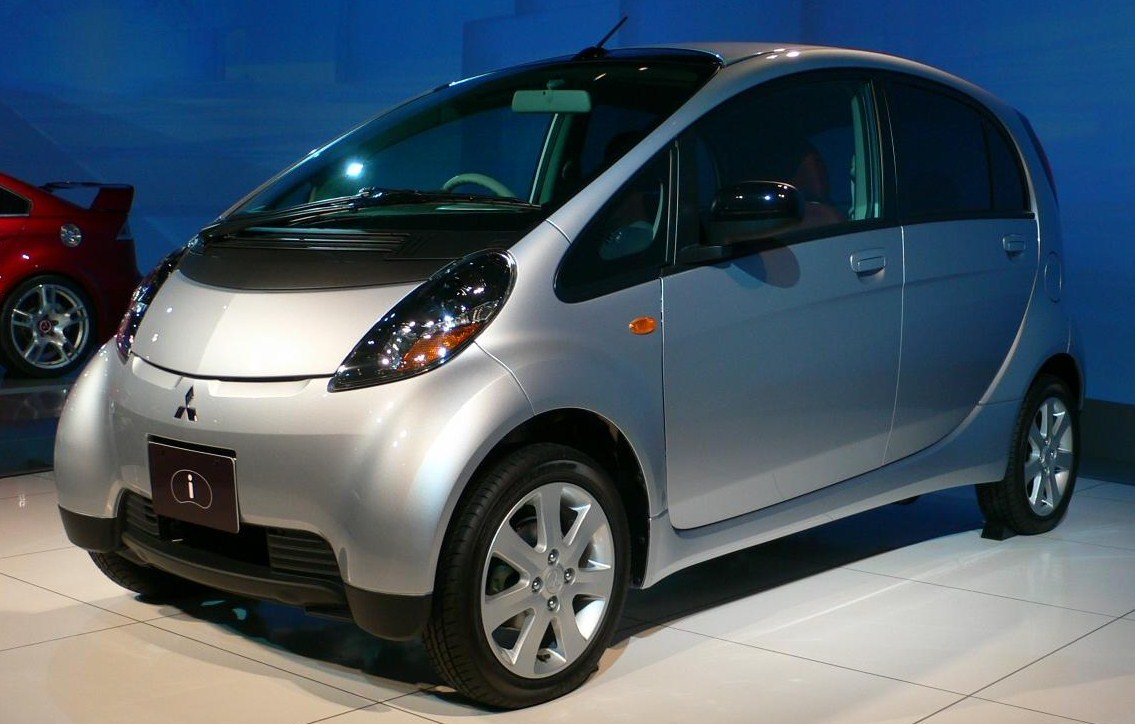
日本汽車業在2014年是世界第三大規模（仅次于中国和美国），也成為日本重工業象徵

## 经济区域
东京是全国最大的经济中心，东京都所在的关东地方是日本经济最发达的地区，以东京、川崎和横滨为核心的京滨工业地带，及以千叶市、市原和君津为核心的京叶工业地带，是太平洋工业带的重要组成部分，也是日本首屈一指的工业园区。以大阪为核心的关西地方、以名古屋为核心的中部地方为日本另外两大经济圈。关东、关西及中部三大经济圈GDP在全国的占比达七成以上。
日本各都道府县GDP，数据系日本内阁府于2014年6月25日发布：
- 东京都：人口1300多万，GDP总量923878亿日圓，大约与2500多万人口的沙特阿拉伯相当，人均700.12万日圓。
- 大阪府：人口880多万，GDP总量366000亿日圓，大约与770多万人口的以色列相当，人均413.05万日圓。
- 京都府：人口260多万，GDP总量98456亿日圓，人口、GDP总量皆与阿曼相当，人均374.12万日圓。
- 北海道：人口540多万，GDP总量182631亿日圓，大约与1.7亿人口的孟加拉国相当，人均332.91万日圓。
- 冲绳县：人口140多万，GDP总量37955亿日圓，大约与230多万人口的拉脱维亚相当，人均270.9万日圓。
- 青森县：人口130多万，GDP总量44045亿日圓，大约与650多万人口的约旦相当，人均323.19万日圓。
- 秋田县：人口100多万，GDP总量34635亿日圓，大约与680多万人口的巴拉圭相当，人均322.23万日圓。
- 山形县：人口110多万，GDP总量36504亿日圓，大约与2200多万人口的喀麦隆相当，人均314.36万日圓。
- 岛根县：人口70多万，GDP总量23959亿日圓，大约与2700多万人口的尼泊尔相当，人均336.36万日圓。
- 鸟取县：人口50多万，GDP总量17660亿日圓，大约与1300多万人口的塞内加尔相当，人均301.63万日圓。
- 新潟县：人口230多万，GDP总量87121亿日圓，大约与940多万人口的白俄罗斯相当，人均368.82万日圓。
- 石川县：人口110多万，GDP总量42175亿日圓，大约与1000多万人口的玻利维亚相当，人均361.61万日圓。
- 富山县：人口100多万，GDP总量44365亿日圓，大约与2500多万人口的也门相当，人均407.86万日圓。
- 福井县：人口80多万，GDP总量32359亿日圓，大约与1300多万人口的赞比亚相当，人均403.02万日圓。
- 兵库县：人口550多万，GDP总量183136亿日圓，大约与1.7亿人口的孟加拉国相当，人均328.09万日圓。
- 山口县：人口140多万，GDP总量56430亿日圓，大约与近300万人口的立陶宛相当，人均391.22万日圓。
- 香川县：人口近100万，GDP总量37314亿日圓，大约与230多万人口的拉脱维亚相当，人均376.17万日圓。
- 德岛县：人口近80万，GDP总量28633亿日圓，大约与600多万人口的萨尔瓦多相当，人均366.98万日圓。
- 爱媛县：人口140多万，GDP总量51000亿日圓，大约与680多万人口的土库曼斯坦相当，人均358.3万日圓。
- 高知县：人口70多万，GDP总量21646亿日圓，大约与380多万人口的波黑相当，人均285.29万日圓。

2010年各縣人民收入

## 産業

### 第一产业
日本农业部门约占该国国内生产总值的1%。在20世纪40年代之前，農林水産业为日本从业人数最高的行业。日本战后经济奇迹后，从事农业的人数一直在稳步下降，目前仅占所有劳动者的5%左右。
日本只有11.5%的土地适合耕种，但精细化耕作创下了世界上最高的单位面积作物产量水平。水稻为日本的主要粮食作物，经过多年培育出越光、秋小町、笹锦、云母397、羽贯、一穗等品种，大部分品牌大米产自本州内陆地区和北海道等寒冷地区。小麦、大豆、玉米等作物则大部分依赖海外进口。日本主要出产的水果为苹果、梨、柑橘。
日本畜牧业发达，神户牛肉、鹿儿岛黑猪肉为著名品种。北海道的奶牛数量众多，25%的农民经营牛奶场。20世纪初，随着居民对牛肉的需求上升，农民从奶牛养殖转向生产高质量、高成本的和牛。肉牛主要集中在本州西部和九州。猪肉主要产自鹿儿岛县、宫崎县，以及茨城县、群马县、千叶县等大型消费区的郊区。
日本为渔业大国，拥有世界上最大的捕鱼船队之一，1980年代达到巅峰，渔业捕捞量曾超过一千万吨，排名世界第一，其后则开始衰落。日本国内和海外的渔业一直以东京的筑地市场为中心，这是世界上最大的新鲜、冷冻和加工海鲜批发市场之一。日本也大大提高了水产养殖或海洋养殖的技术，人工授精和孵化技术被广泛用于繁殖鱼类和贝类。日本有2000多个渔港，包括位于九州西南部的长崎；北海道的小樽、钏路和网走。本州岛太平洋海岸的主要渔港包括三陆海岸的八户、气仙沼和石卷，以及东京东部和南部的铫子、烧津、清水和三浦。日本也是世界上为数不多的捕鲸国之一。

### 第二产业
制造业是日本的核心工业部门。日本在汽车制造业、半导体制造业、光电子学、生物化学等诸多领域享有世界领先地位。
汽车工业是日本最成功的产业之一，日本曾是世界上最大的汽车生产国，目前仍是世界上最大的汽车出口国之一，汽车整车和电机、零部件、轮胎和发动机制造领域仍然在全球拥有较高的市场占有率。丰田汽车是目前世界上最大的汽车制造商。本田汽车、日产、马自达也是全球知名的汽车厂商。电装是世界上第二大的汽车零部件制造公司。日本汽车以其质量、耐用性、出色的燃油效率以及较高性价比而闻名。
日本是重要的钢铁生产国，在钢铁冶炼领域有着独特的技术以及完善的工业流水线，生产的钢铁以高附加值产品为主，如汽车用高级钢板、电子工业用高级钢板、表面处理钢板以及特殊性能钢材等，日本制铁、JFE控股、神户制钢所为全球最大型的钢铁企业之一。
日本机械工业在世界上占有重要地位。世界机床企业前20名中，日本占有其中7家。小松制作所为全球第二大工程机械制造商。日本品牌的工业机器人在全球产业机器人市场中所占份额已经超过50%。
日本電子產品工業也十分兴盛。20世纪中期，日本制造的半导体收音机、彩色电视机、家用录像机等家用电子消费品风靡全球。2000年代后，直接面向消费者的消费电子工业在全球化浪潮中衰落，原先的产业巨头则逐渐向半导体产业链上游转移。日本企业在电子元件、半导体材料、精密设备市场具有强劲的竞争力，在多个半导体设备制造的关键环节具有全球性的垄断地位。东京电子更是亚洲最大的半导体生产设备制造商。

### 第三产业
日本的金融保险、运输、通讯、零售等服务业，于二战后在国民经济中的地位明显上升，第三产业比重提高到占日本GDP近70%的水準。
日本的文化产业拥有巨大市场规模。日本是全球第二大音乐市场、第三大电影市场，拥有世界上销量最高的报纸，日本动漫产业及电子游戏产业更享誉世界。

## 貿易
日本是全球第四大商品贸易国、第十大服务贸易国。就整体而言，日本是全球关税最低的国家之一，非农产品的关税约为2.5%。无关税商品约占总商品种类的40%左右。日本为世界贸易组织（WTO）创始成员国。由日本等国家发起、旨在促进亚太地区贸易自由化的《跨太平洋伙伴全面进展协定》（CPTPP）已于2018年生效。日本与欧盟经济伙伴关系协定（EPA）于2019年生效，日欧双方将立即或分阶段取消大部分关税。目前，中国、美国和韩国是日本前三大贸易伙伴国。
二战结束后，日本战后重建依赖外部进口，贸易收支呈现持续逆差状态。从20世纪50年代末开始，日本的出口重点开始由纺织和轻工业产品转向重工业产品。到了70年代，化学制品和钢铁等工业原材料出口的重要性有所下降，而随着高附加值的机械和电子产品的出口迅速攀升。从20世纪80年代一直到90年代早期，计算机、半导体、消费类电子产品、机床、传真机、汽车和其他运输设备等技术密集型产品的出口迅猛增长。自20世纪60年代中期以来，除1973年石油危机后的两年，日本的经常项目每年均为顺差，且贸易顺差迅速扩大，在1994年达到了12.39万亿日元的当时新高。在此之后，由于日本泡沫经济破灭后的低迷，贸易顺差一直处于上下波动的状态，2008年，在金融海啸影响下，日本的出口贸易减少，石油和其他进口成本上升，导致日本28年来首次出现贸易赤字。2011年，东日本大地震造成的空前破坏加剧了贸易逆差，在2014年达到顶峰12.8万亿日元后，后续顺差和逆差相互交替出现。

## 金融
日本的现代金融体系形成于第二次世界大战后。20世纪80年代，随着金融全球化的发展和日本经济结构的改变，日本开始了金融自由化进程，逐步放宽了对国内外的金融机构分业管制和准入限制，允许资本双向自由流动。20世纪90年代，日本泡沫经济破灭，金融机构积累了大量的不良债权，日本金融体系面临严重危机。1998年4月，日本开始“金融大爆炸”改革，实现外汇交易自由化，废除金融行政和金融行政对金融机构的过度保护，促进金融机构间的重组和整合。
日本拥有庞大的金融市场，东京是亚太地区的重要金融中心，东京证券交易所为公认的全球三大证券交易所之一。三菱UFJ金融集團、瑞穗金融集团、三井住友金融集团为日本三大巨型银行金融集团。日本的法定货币为日元，可与美元等货币自由兑换。日元为全球第三大国际交易货币、第四大国际储备货币，也是国际市场的主要避险货币之一。

## 面臨的問題與展望

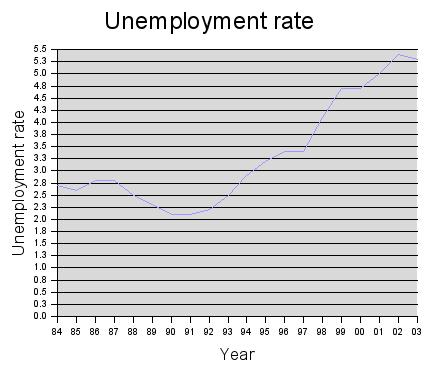
與泡沫榮景最高峰相比，失業率上升3倍（非全職和勞動派遣不算入失業）

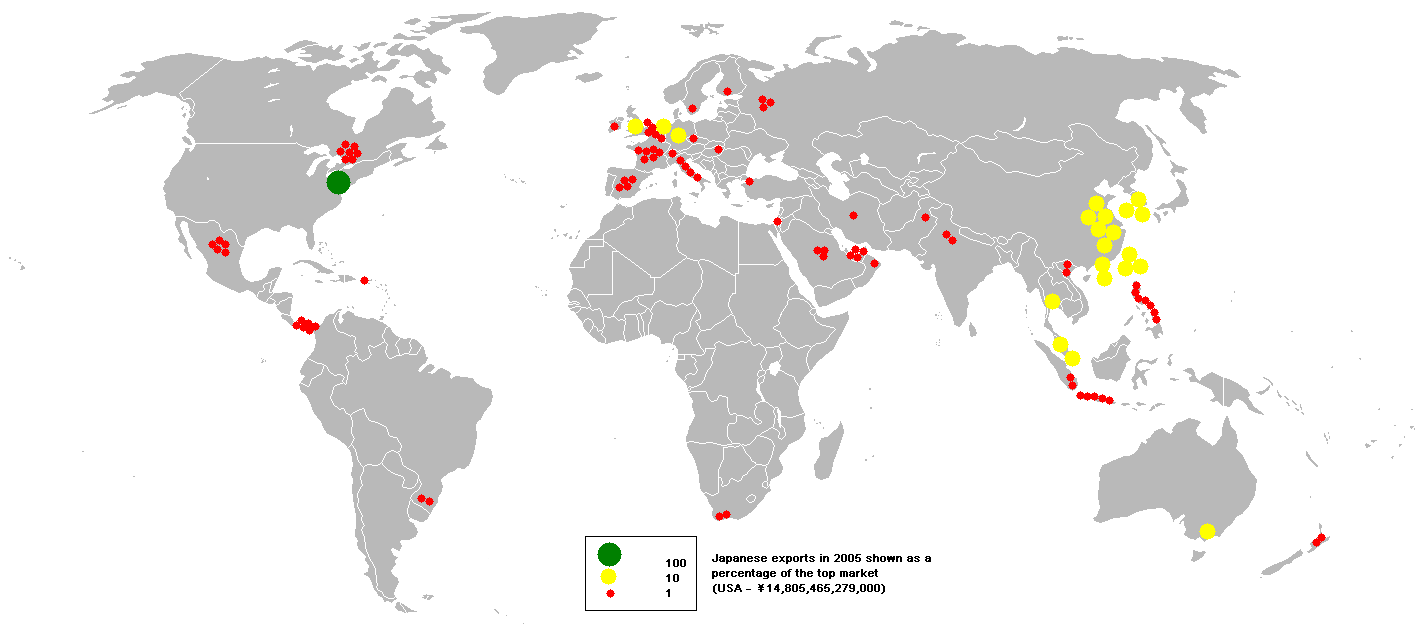
2005年日本產品主要出口對象

### 産業空洞化
1980年代以後，由于日圓升值引发人力成本提高，许多日本工廠逐漸移轉到海外生產，導致國內產業空洞化的现象。近幾年由於各國政治情勢的變化以及在新興市場的租金上昇等，一些企业開始回到日本重新设立研发中心和生产据点，以防止技术外流和保持竞争力。

### 金融效率低下
在泡沫经济期间，由於過剩融资與泡沫崩壞而導致实际抵押品的擔保價值減少。一些银行因此一直抱持著大量的不良債權至今。2000年以後，日本金融擔當大臣開始推動銀行間進行不良債權的處理。但是，現在還是有二十家以上的金融機構仰賴存款保險公司（公共資金）的注入。

### 創業困難
比起歐美，在日本的成功創業件數較少。探究原因，許多人會舉出因為在日本只能向金融機關借錢。沒有創業經驗的人要向金融機關借錢相當難。即使借到，利率也很高。萬一創業失敗，就必需背負大量負債。針對這問題，日本政府於2004年修改法令，建立起日幣一圓也可以創業及種種經營支援的体制，但是效果還是未知數。

### 首都過密與地方過疏
由於戰後的高度經濟成長期，出口貿易高速成長，以太平洋為中心，人口持續往大城市集中。在經歷高度經濟成長以降，首都圈東京都的一極集中加速高速化，伴隨著地方農業與在地產業的衰退，形成過度擁擠與人煙稀少的土地。接著，隨著「平成不景氣」的到來，東京一極集中的現象更加速化了。为此，日本建设了全国高速路网，在地方兴建医院和学校等公共设施。持续的大规模公共建设扭转了地方的衰退局面。

### 所得差距
日本的吉尼係數在1980年中開始年年持續上昇，2006年度的OECD經濟報告中表示「（经济合作与发展组织（OECD）中经济最不平等的国家之一）」並提出指謫。
資本主義常見問題日本社會也發生；由原來以中產階級為社會主流，轉變為富裕與貧窮兩個極端（中產階級逐漸消失）。大前研一所著M型社會一書探討日本此種怪現象，可能來自於全球化和產業升級結構和年功序列制度崩壞，越中下層的人越遭到衝擊，而富人階級卻沒有遭到衝擊甚至因而獲利，導致階級拉大，衍生出價值觀崩壞和職場倫理瓦解等文化現象。

### 經濟成長率
在泡沫經濟崩潰以後，國內總生產對製造業的影響很大。潛在成長率上，由於團塊世代的大量退休與總人口的減少。另一方面，高齢者、主婦等的非労動力人口也逐漸投入勞動。
泡沫經濟後成長率一厥不振，21世紀初期有回溫現象，但是失業率並沒有顯著下降，多數成長率還是來自大企業的資方獲利。

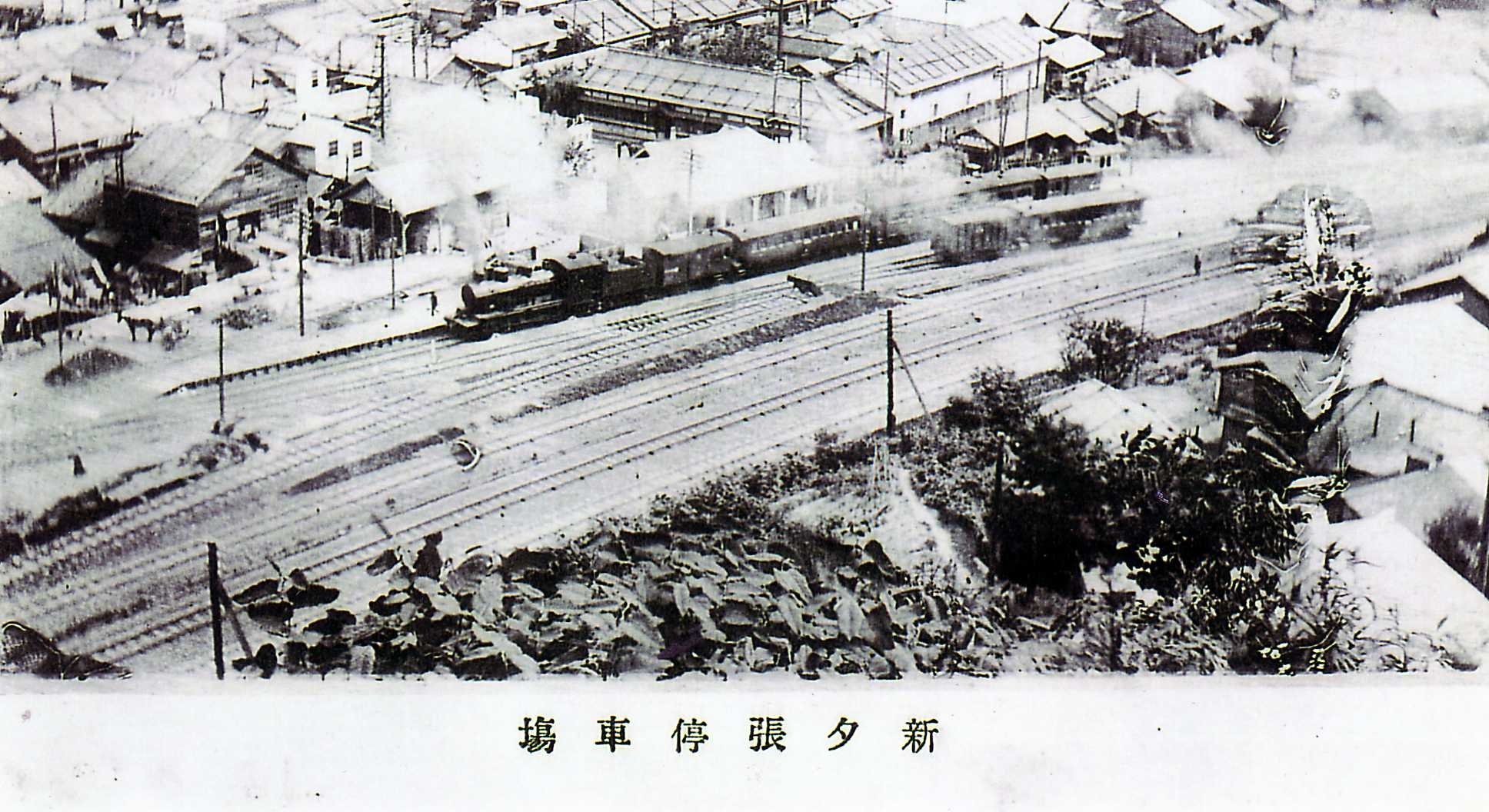
夕張市當年曾有礦業榮景，隨著人口外移和礦產枯竭的後續鉅額處理費，市政府走向破產。

### 公共債務龐大
日本公債截至2014年6月達一千零三十九万亿日圓（約十點二万亿美元），約為GDP 210%，北海道夕張市亦成為日本首個地方都市因過度擴張支出而宣布破產的政府機關。

### 勞動環境
日本引以為傲的沿革性職場倫理和終身雇用制，隨著泡沫經濟和M型現象而崩潰，類似打零工的「派遣人力」也應運而生，雖然日本有亞洲相對完善的勞工退休計畫，但是勞動環境持續惡化。

### 出口不振
泡沫經濟的內傷未復原之際，金融海嘯帶來的西方需求消失導致日本陷入內需和外需都滅絕的進退兩難，也暴露了長期依賴出口為唯一生存發展之道的弊端，諸多公共建設投資案當年泡沫時代也都用過，日本已經是高度建設開發許多建案最後都是閒置設施沒有任何經濟帶動力，當年無法解決問題的方法面對全球海嘯當然更顯無力。

### 人口老化
由於人口長壽和少子化導致日本總人口負成長，逐漸邁向比其他國家都嚴重的人口老化，由於日本地狹人稠又好住獨棟房使許多家庭空間狹窄，加上子女工時過長或是在經濟衝擊下失業；整體隱含了相當大的老人照護與醫療問題。

## 關聯條目
- 經濟
- 日本經濟史
- 日本歷史
- 日本政治
- 糧食權力